# Ivan Macun
Ivan (Janez) Macun, slovenski literarni zgodovinar, jezikoslovec in publicist, * 23. januar 1821, Trnovci v Slovenskih goricah, † 27. oktober 1883, Gradec, Avstrija.

## Življenje in delo
Gimnazijo je končal v Mariboru, v Gradcu je študiral filologijo in pravo. Kot profesor je poučeval na srednjih šolah v Trstu, Zagrebu, Ljubljani in Gradcu. Pod vplivom Stanka Vraza (zanj je Macun zbiral ljudske pesmi) je prišel v stik z ilirizmom. Pisal je šolske učbenike, utrjeval slovensko slovnično terminologijo, jezikoslovne in kulturno-politične članke pa je objavljal v slovenskem, hrvaškem in nemškem tisku.
Leta 1850 je izdal prvi del nameravane antologije jugoslovanskih literatur Cvetje slovenskiga pesničtva; v uvodu je objavil kratek pregled poetike, poleg tega delo vsebuje še strokovne razprave, ljudske pesmi, pesmi Prešerna, Vodnika ter druge pesmi. Deležno je bilo negativne kritike (predvsem Metelka in Bleiweisa), zato nikoli ni bilo priznano kot šolsko berilo, Macun pa je po njem objavil le še nadaljevanje uvoda v srbohrvaškem jeziku leta 1852.
Njegovo najdaljše in za Štajerce najpomembnejše delo je Književna zgodovina Slovenskega Štajerja, ki ga je izdal v Gradcu leta 1883. V njem opisuje pisatelje, ki so se rodili in ustvarjali na Štajerskem, tudi tiste drugih nacionalnosti.
Macun je v Cvetju slovenskiga pesničtva po zgledu nemške romantične poetike v slovenski jezik uvedel nov, razširjeni pojem lirike. Po njegovem je za lirske pesmi, ki jih je sam imenoval »liričke«, slovensko »pevne«, značilno to, da pesnik izpoveduje svoja notranja čustva in da so predvsem namenjene petju oziroma se jih lahko poje.